# Mili Jay
Mili Jay (Praga, 23 de diciembre de 1983) es una actriz pornográfica eslovaca. Entró a trabajar en el cine para adultos a los 20 años. En el 2006 ganó el Ninfa Prize como mejor actriz por su actuación en la película Las Perversiones de Silvia Saint.

## Filmografía
- Private Castings X 49 - 2003
- Blistering Blowjobs - 2004
- Big Toys No Boys 2 - 2005